# Thomas Bartholomäus
Thomas Bartholomäus (* 28. Mai 1971 in Köln) ist ein deutscher Schauspieler, Hörspiel- und Synchronsprecher und Schauspiel-Coach.

## Leben
Er absolvierte von 1998 bis 2001 eine Schauspielausbildung am Europäischen Theaterinstitut Berlin in der Abschlussklasse von Valeri Biltschenko. Neben Engagements am Theater (u. a. Landesbühne Sachsen-Anhalt, Komödie Dresden, Hebbel am Ufer Berlin) spielt er hauptsächlich im Kino und Fernsehen, unter anderem in Rosa von Praunheims Der Einstein des Sex (1999), seine erste Filmrolle.
Thomas Bartholomäus war ab Oktober 2010 in einer Gastrolle in der ZDF-Telenovela Lena – Liebe meines Lebens und ab Sommer 2011 in einer Gastrolle in der Sat.1-Daily Soap Hand aufs Herz zu sehen.
Er lebt in Berlin.

## Filmografie (Auswahl)
- 1999: Der Einstein des Sex (Kinofilm)
- 2000: Mondscheintarif (Kinofilm)
- 2001: Status Yo! (Kinofilm)
- 2002: Streit um drei (Episodenhauptrolle)
- 2003: Hundeleben (Kinofilm)
- 2004: Spur und Partner (Episodenhauptrolle)
- 2005: Rosa Roth (Fernsehserie)
- 2005: Der Lebensversicherer (Kinofilm)
- 2006: Valerie (Kinofilm)
- 2009: A.l.e.c.s. (Hauptrolle – HDM Stuttgart Abschlussfilm)
- 2009: Fliegen (Spielfilm)
- 2010: Kollegium – Klassenkampf im Lehrerzimmer (Webserie – durchgehende Hauptrolle)
- 2010: Lena – Liebe meines Lebens (Gastrolle)
- 2011: Hand aufs Herz (Gastrolle)
- 2012: Mittlere Reife
- 2012: Dirty Laundry (Kurzfilm)
- 2013: Tiere bis unters Dach – Die Millionenkatze
- 2016: SOKO Wismar – Stille Wasser
- 2017: Mikel (Kurzfilm)
- 2017: SOKO Wismar – Bittere Weihnachten
- 2018: Bester Mann (Kurzfilm)
- 2018: Die Spezialisten – Im Namen der Opfer – Shenjas Rückkehr
- 2018: Herzkino.Märchen – Der Froschkönig (Fernsehfilm)
- 2019: Stenzels Bescherung
- 2021: Das Versprechen (Fernsehfilm)
- 2021: Gute Zeiten, schlechte Zeiten (Fernsehserie)
- 2021: Tatort: Die Kalten und die Toten
- 2022: Polizeiruf 110: Black Box